# Prêmio Lalande
O Prêmio Lalande foi uma condecoração científica em astronomia, concedida de 1902 a 1970 pela Académie des Sciences.
O prêmio homenageia o astrônomo Jérôme Lalande, estabelecido pelo próprio em 1801. Após 1970 foi combinado com o prêmio da fundação Benjamin Valz, concedido até 1996.
Foi sucedido pela Grande médaille de l’Académie des sciences.

## Laureados
Esta é uma lista parcial dos laureados.
- 1803: Heinrich Olbers[1][2]
- 1804: Giuseppe Piazzi
- 1805: Karl Ludwig Harding[2]
- 1806: Jöns Svanberg
- 1807: Heinrich Olbers
- 1808: Claude-Louis Mathieu[3]
- 1809: Carl Friedrich Gauss[3]
- 1810: Siméon Denis Poisson[3]
- 1811: Jabbo Oltmanns, Friedrich Wilhelm Bessel[3]
- 1812: Bernhard von Lindenau[3]
- 1813: Pierre Daussy[3]
- 1814: Giuseppe Piazzi[3]
- 1815: Claude-Louis Mathieu[3]
- 1816: Friedrich Wilhelm Bessel[3]
- 1817: John Pond[3]
- 1818: Jean-Louis Pons[3]
- 1819: Joseph Nicolas Nicollet, Johann Franz Encke[3]
- 1820: Joseph Nicolas Nicollet, Jean-Louis Pons[3]
- 1821: Não houve premiação[3]
- 1822: Não houve premiação[3]
- 1823: Karl Rümker, Jean-Félix Adolphe Gambart[3]
- 1824: Marie-Charles Damoiseau[3]
- 1825 John Herschel, James South[3]
- 1826: Edward Sabine[3]
- 1827: Jean-Louis Pons, Jean-Félix Adolphe Gambart[3]
- 1828: Francesco Carlini, Giovanni Plana[3]
- 1829: Não houve premiação[3]
- 1830: Jean-Félix Adolphe Gambart, Henri Gambey, Louis-Frédéric Perrelet[3]
- 1831: Não houve premiação[3]
- 1832: Jean-Félix Adolphe Gambart, Benjamin Valz[3]
- 1833: John Herschel[3]
- 1834 George Biddell Airy[3]
- 1835 James Dunlop e Palm Heinrich Ludwig von Boguslawski[3]
- 1836: Wilhelm Beer, Johann Heinrich von Mädler[3]
- 1837: Henri Guinand[3]
- 1838: S. M. B. Brousseaud[3]
- 1839: Johann Gottfried Galle[3]
- 1840 Carl Bremiker[3]
- 1841 Não houve premiação[3]
- 1842 Paul Auguste Ernest Laugier[3]
- 1843: Victor Mauvais, Hervé Faye[3]
- 1844 Hervé Faye[3]
- 1844 Francesco de Vico e Heinrich Louis d'Arrest[3]
- 1845: Karl Ludwig Hencke[3]
- 1846: Johann Gottfried Galle[3]
- 1847: John Russell Hind, Karl Ludwig Hencke[3]
- 1848: Andrew Graham
- 1849: Annibale de Gasparis
- 1850: Annibale de Gasparis, John Russell Hind
- 1851: John Russell Hind e Annibale de Gasparis
- 1852: John Russell Hind, Annibale de Gasparis, Karl Theodor Robert Luther, Jean Chacornac e Hermann Goldschmidt
- 1853: Annibale de Gasparis, Jean Chacornac, Robert Luther, John Russell Hind
- 1854: Karl Theodor Robert Luther, Albert Marth, John Russell Hind, James Ferguson e Hermann Goldschmidt
- 1855: Jean Chacornac, Karl Theodor Robert Luther e Hermann Goldschmidt
- 1856: Jean Chacornac e Norman Robert Pogson
- 1857: Hermann Goldschmidt e Karl Christian Bruhns
- 1858: Joseph Jean Pierre Laurent, Hermann Goldschmidt, George Mary Searle, Horace Parnell Tuttle, August Winnecke e Giambattista Donati
- 1859: Karl Theodor Robert Luther
- 1860: Karl Theodor Robert Luther
- 1861: Ernst Wilhelm Leberecht Tempel, Karl Theodor Robert Luther e Hermann Goldschmidt
- 1862: Alvan Clark
- 1863: Jean Chacornac
- 1864: Richard Christopher Carrington
- 1865: Warren De La Rue
- 1866: Thomas Maclear
- 1867: Giovanni Schiaparelli[3]
- 1868: Jules Janssen[3]
- 1869: James Craig Watson[3]
- 1870: William Huggins[3]
- 1871: Alphonse Louis Nicolas Borrelly[3]
- 1872: Paul Henry e Prosper Henry[3]
- 1873: Jérôme Eugène Coggia[3]
- 1874: Ernest Mouchez, Jean Jacques Anatole Bouquet de La Grye, Georges-Ernest Fleuriais, Charles André, Héraud, Félix Tisserand[3]
- 1875: Henri Perrotin[3]
- 1876: Johann Palisa[3]
- 1877: Asaph Hall[3]
- 1878: Stanislas-Étienne Meunier[3]
- 1879: Christian Heinrich Friedrich Peters[3]
- 1880: Ormond Stone[3]
- 1881: Lewis A. Swift[4]
- 1882 Cyrille Souillart[4]
- 1883 Anatole Bouquet de La Grye,[4] Octave de Bernardières,[4] J. L. Courcelle-Seneuil,[4] Georges-Ernest Fleuriais,[4] Philippe Hatt,[4] Henri Perrotin,[4] Jean-Antonin-Léon Bassot,[4] Guillaume Bigourdan,[4] Octave Callandreau[4]
- 1884 Rodolphe Radau[4]
- 1885 Louis Thollon[4]
- 1886 Oskar Backlund[4]
- 1887 Nils Christoffer Dunér[4]
- 1888 Joseph Bossert[4]
- 1889 François Gonnessiat[4]
- 1890 Giovanni Schiaparelli[4]
- 1891 Guillaume Bigourdan[4]
- 1892 Edward Emerson Barnard,[4] Max Wolf[4]
- 1893 Lipót Schulhof[4]
- 1894 Stephane Javelle[4]
- 1895 Maurice Hamy[4]
- 1896 Pierre Puiseux[4]
- 1897 Charles Dillon Perrine[4]
- 1898 Seth Carlo Chandler,[4] Chofardet[4]
- 1899 William Robert Brooks[4]
- 1900 Michel Giacobini[4]
- 1901 John Macon Thome[4]
- 1902 Charles Trépied[4]
- 1903 William Wallace Campbell[4]
- 1904 Sherburne Wesley Burnham[4]
- 1905 William Henry Pickering[4]
- 1906 Robert Grant Aitken,[4] William Hussey[4]
- 1907 Thomas Crompton Lewis[4]
- 1908 William Lewis Elkin,[4] Frederick L. Chase,[4] Mason F. Smith[4]
- 1909 Alphonse Louis Nicolas Borrelly[4]
- 1910 Philip Herbert Cowell,[4] Andrew Crommelin[4]
- 1911 Lewis Boss[4]
- 1912 Hermann Kobold,[4] Carl Wilhelm Wirtz[4]
- 1913 Jean Bosler[4]
- 1914 Joseph-Noël Guillaume[4]
- 1915 Lucien d'Azambuja[4]
- 1916 Jérôme Eugène Coggia
- 1917 Robert Jonckhèere
- 1918 Aristarkh Belopolsky[5]
- 1920:Vesto Slipher
- 1921: Léopold Schulhof
- 1922: Henry Norris Russell
- 1924: Jules Baillaud
- 1925: Georges Fournier
- 1927: Vincent Nechville[6]
- 1928: Bernard Lyot[7]
- 1929: Alexandre Veronnet[8]
- 1930: Nicolas Stoyko
- 1931: Irénée Lagarde[9]
- 1932: Abel Porteau[10]
- 1934: Daniel Barbier
- 1935: Lucien d'Azambuja
- 1936: Louis Boyer[11]
- 1937: Michel Giacobini
- 1938: André Lallemand
- 1939: Marguerite Laugier[12]
- 1940: Charles Bertaud[13]
- 1941: Henri Grenat[14]
- 1942: Henri Camichel[15]
- 1943: Alexandre Schaumasse[16]
- 1944: Não houve premiação[17]
- 1945: Henry Berthomieu[18][19]
- 1946-1947: Não houve premiação[20][21]
- 1948: Maxime Nicolini[22]
- 1949: Não houve premiação[23]
- 1950: Charles Fehrenbach[24]
- 1951-1959:  Não houve premiação[25][26][27][28][29][30][31][32][33]
- 1960: Marie Bloch[34][35]
- 1961-1965: Não houve premiação[36][37][38][39][40]
- 1968-1969: Não houve premiação[41][42]
- 1970: Jean Jung[43]